# 中国人民大学历史学院
中国人民大学历史学院，是中国人民大学的下属学院，创立于2005年，前身为创建于1948年的华北大学中国历史教研室。现任院长为胡恒。

## 历史
1948年，华北大学中国历史教研室成立。
1956年，中国人民大学历史系成立。
“文化大革命”期间，中国人民大学停办。期间于1972年，“清史研究小组”建立。
1978年，中国人民大学复校，重建历史系。为服务清史编纂工作，以“清史研究小组”为基础正式建立“清史研究所”，直属学校。
1979年，取得中国近现代史学科博士学位授予权。
1984年，取得中国古代史学科博士学位授予权。
2000年，清史研究所被确定为教育部人文社会科学重点研究基地。
2002年，历史系、清史所、哲学系、中国语言文学系联合成立人文学院。
2005年，人文学院撤销，历史系与清史所共同组建历史学院。
2013年10月，考古文博系成立。

## 学院构成

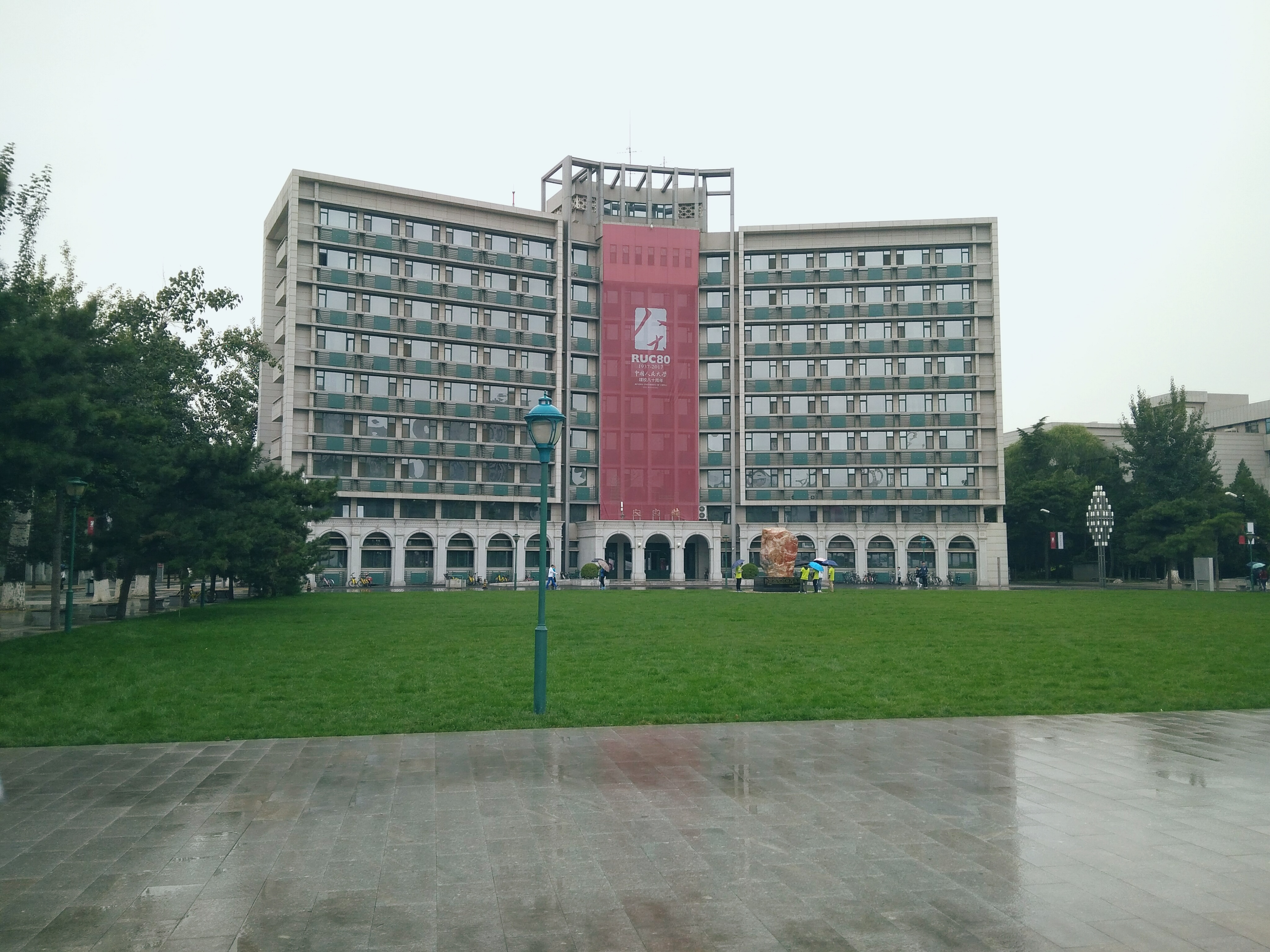
历史学院位于人文楼三楼、四楼

| - 历史系 中国古代史教研室 中国近现代史教研室 史学理论及史学史教研室 历史文献学教研室 专门史教研室 世界古代中世纪史教研室 世界近现代史教研室 |  | - 清史研究所 中国古代史教研室 中国近现代史教研室 专门史教研室 中外关系史教研室 历史地理教研室 历史文献教研室 满文文献研究中心 清代皇家园林研究中心 |

| - 考古文博系 先秦考古教研室 汉唐考古教研室 宋元考古教研室 文博科技教研室 |  | - 其他研究机构 生态史研究中心 北方民族考古研究所 民国史研究院 |

## 历任院长
- 陈桦
- 孙家洲
- 黄兴涛
- 朱浒
- 胡恒

## 知名学者
- 范文澜
- 戴逸
- 何干之
- 尚钺
- 郭影秋
- 彭明
- 郑昌淦
- 李文海
- 王思治